# 岡薫
岡 薫（おか かおる、1979年〈昭和54年〉6月13日 - ）は、瀬戸内海放送(KSB)経営企画ユニット社員、元同局アナウンサー・記者。

## 経歴
- 東京都府中市出身。八王子高等学校、山形大学農学部生物生産学科を卒業後、2003年にKSBへアナウンサーとして入社（同期に山下洋平）。大学時代はウシの生態生理を研究。
- 2008年7月からは報道記者兼務となり、2009年1月から『KSBスーパーJチャンネル』のニュースキャスター、及び『自由人、会社人〜トップの横顔〜』のナビゲーターを担当するなど、KSBを代表するアナウンサーとなった。また『きな子〜見習い警察犬の物語〜』は岡の取材が元になっている。
- マスコミ嫌いであった何森健への取材に成功をし、何森がマスコミへ出る下地を作った。
- 2013年にANNものづくりネットワーク大賞優秀賞を受賞。
- 同年3月に東京・大阪支社営業ユニットへ異動[1]。その後、ビジネス開発ユニット（東京支社）を経て、現在は経営企画ユニット[2]に所属し、香川県・岡山県・東京都等を往復する日々を送っている。

## 担当番組
現在
- ヒルペコ（2017年4月19日-、プロデューサー）

過去
- 最強!ドリーム百貨店（2004年7月-2008年3月、初代エレベーターガール）
- KSBニュースview（-2008年3月、月曜）
- KSBスーパーJチャンネル（2009年1月-2012年3月）
- 自由人、会社人～トップの横顔～（2009年1月-2013年3月）